# Bobsleje na Zimowych Igrzyskach Olimpijskich 1936
Bobsleje na Zimowych Igrzyskach Olimpijskich 1936 odbyły się w dniach 11 – 15 lutego 1936 roku na torze obok jeziora Rießersee. Zawodnicy walczyli w dwójkach mężczyzn i czwórkach mężczyzn.

## Dwójki
| LP | Państwo              | Skład                                   | Czas    |
| -- | -------------------- | --------------------------------------- | ------- |
| 1. | Stany Zjednoczone I  | Ivan Brown, Alan Washbond               | 5:29,29 |
| 2. | Szwajcaria II        | Fritz Feierabend, Joseph Beerli         | 5:30,64 |
| 3. | Stany Zjednoczone II | Gilbert Colgate, Richard Lawrence       | 5:33,96 |
| 4. | Wielka Brytania I    | Frederick McEvoy, James Cardno          | 5:40,25 |
| 5. | III Rzesza I         | Hanns Kilian, Hermann von Valta         | 5:42,01 |
| 6. | III Rzesza II        | Fritz Grau, Albert Brehme               | 5:44,71 |
| 7. | Szwajcaria I         | Reto Capadrutt, Charles Bouvier         | 5:46,23 |
| 8. | Belgia I             | René Lunden, Eric Vicomte de Spoelberch | 5:46,28 |

## Czwórki
| LP | Państwo              | Skład                                                                         | Cas     |
| -- | -------------------- | ----------------------------------------------------------------------------- | ------- |
| 1. | Szwajcaria II        | Pierre Musy, Arnold Gartmann, Charles Bouvier, Joseph Beerli                  | 5:19,85 |
| 2. | Szwajcaria I         | Reto Capadrutt, Hans Aichele, Fritz Feierabend, Hans Bütikofer                | 5:22,73 |
| 3. | Wielka Brytania I    | Frederick McEvoy, James Cardno, Guy Dugdale, Charles Green                    | 5:23,41 |
| 4. | Stany Zjednoczone I  | Hubert Stevens, Crawford Merkel, Robert Martin, John Shene                    | 5:24,13 |
| 5. | Belgia II            | Max Houben, Martial Van Schelle, Louis De Ridder, Paul Graeffe                | 5:28,92 |
| 6. | Stany Zjednoczone II | Francis Tyler, James Bickford, Richard Lawrence, Max Bly                      | 5:29,00 |
| 7. | III Rzesza I         | Hanns Kilian, Sebastian Huber, Fritz Schwarz, Hermann von Valta               | 5:29,07 |
| 8. | Belgia I             | René Lunden, Eric Vicomte de Spoelberch, Philippe de Pret Roose, Gaston Braun | 5:29,82 |